# Виртуальный кошмар
Виртуальный кошмар (англ. Virtual Nightmare) — научно-фантастический телефильм ужасов 2000 года режиссёра Майкла Паттинсона. Основан на рассказе Фредерика Пола «Туннель под миром».

## Сюжет
В будущем мир, казалось бы, достиг совершенства. Дейл Хантер, менеджер по рекламе в Arora, начинает сомневаться в природе реальности, когда попадает в автомобильную аварию и в его зрительном восприятии окружающего мира начинают появляться сбои. На всех предметах он начинает видеть номера. Часто снится спиральная горка, по которой он съезжает в объятья отца. И в голове постоянно крутится фраза «это не трубка».
Обращаясь за помощью к местному библиотекарю Венди, вместе они обнаруживают, что в их мире (и даже в их жизни) есть много вещей, которые, при ближайшем рассмотрении, не являются тем, чем кажутся на первый взгляд. Дейл предпринимает неоднократные попытки вырваться за пределы известного ему мира с разными результатами. В конце фильма он разрушает компьютерный центр, формирующий сигнал Arora, и люди начинают видеть реальность.

## В ролях
- Майкл Мюней — Дейл Хантер
- Тасма Уолтон — библиотекарь Венди
- Джон Ноубл — папа Дейла
- Тод Макдональд[англ.] — Боб

## Отзывы
Джон Фергюсон из Radio Times заметил: «В этом скромном, но полезном научно-фантастическом триллере есть оттенки Матрицы».